# Episodi de Il candidato - Zucca presidente (prima stagione)
La prima stagione della serie televisiva Il candidato - Zucca presidente è stata trasmessa in anteprima in Italia da Rai 3 tra il 23 settembre 2014 e il 17 febbraio 2015.
| nº | Titolo originale       | Prima TV Italia   |
| -- | ---------------------- | ----------------- |
| 1  | Le primarie            | 23 settembre 2014 |
| 2  | La foto compromettente | 30 settembre 2014 |
| 3  | La cipria              | 7 ottobre 2014    |
| 4  | L'arresto              | 14 ottobre 2014   |
| 5  | La macchina del fango  | 21 ottobre 2014   |
| 6  | Talk Show              | 28 ottobre 2014   |
| 7  | Discorso emozionante   | 4 novembre 2014   |
| 8  | Il manifesto           | 11 novembre 2014  |
| 9  | L'imitazione           | 18 novembre 2014  |
| 10 | First Lady             | 25 novembre 2014  |
| 11 | Il programma           | 2 dicembre 2014   |
| 12 | Conferenza stampa      | 9 dicembre 2014   |
| 13 | Senzatetto             | 16 dicembre 2014  |
| 14 | Beneficenza            |                   |
| 15 | L'inno                 | 13 gennaio 2015   |
| 16 | Le pensioni            | 20 gennaio 2015   |
| 17 | Selfie                 | 27 gennaio 2015   |
| 18 | Lo slogan              | 3 febbraio 2015   |
| 19 | Il rapimento           | 10 febbraio 2015  |
| 20 | L'addio                | 17 febbraio 2015  |